# Autriche aux Jeux olympiques d'hiver de 2018
L'Autriche participe aux Jeux olympiques d'hiver de 2018 à PyeongChang en Corée du Sud du 9 au 25 février 2018. Il s'agit de sa vingt-troisième participation à des Jeux d'hiver.

## Participation
Aux Jeux olympiques d'hiver de 2018, les athlètes de l'équipe d'Autriche participent aux épreuves suivantes : 
| Sport               | Hommes | Femmes | Total |
| ------------------- | ------ | ------ | ----- |
| Ski alpin           | 11     | 11     | 22    |
| Biathlon            | 6      | 3      | 9     |
| Bobsleigh           | 8      | 4      | 12    |
| Ski de fond         | 4      | 3      | 7     |
| Patinage artistique | 1      | 1      | 2     |
| Ski acrobatique     | 7      | 5      | 12    |
| Luge                | 7      | 3      | 10    |
| Combiné nordique    | 5      | 0      | 5     |
| Skeleton            | 1      | 1      | 2     |
| Saut à ski          | 5      | 3      | 8     |
| Snowboard           | 9      | 5      | 14    |
| Patinage de vitesse | 1      | 1      | 2     |
| Total               | 65     | 40     | 105   |

## Liste des médaillés
| Sport                   | Discipline          | Athlète(s)                                                | Performance    | Date       |
| Médailles d'or : 5      |                     |                                                           |                |            |
| Luge                    | Simple hommes       | David Gleirscher                                          | 3 min 10 s 702 | 11 février |
| Ski alpin               | Combiné hommes      | Marcel Hirscher                                           | 2 min 6 s 52   | 13 février |
| Ski alpin               | Slalom géant hommes | Marcel Hirscher                                           | 2 min 18 s 04  | 18 février |
| Ski alpin               | Super-G hommes      | Matthias Mayer                                            | 1 min 24 s 44  | 16 février |
| Snowboard               | Big air femmes      | Anna Gasser                                               | 185,00 pts     | 22 février |
| Médaille d’argent : 2   |                     |                                                           |                |            |
| Luge                    | Double              | Peter Penz et Georg Fischler                              | 1 min 31 s 785 | 14 février |
| Ski alpin               | Super-G femmes      | Anna Veith                                                | 1 min 21 s 12  | 17 février |
| Médailles de bronze : 6 |                     |                                                           |                |            |
| Combiné nordique        | Tremplin normal     | Lukas Klapfer                                             | 24 min 56 s 2  | 14 février |
| Combiné nordique        | Épreuve par équipes | Wilhelm Denifl Lukas Klapfer Bernhard Gruber Mario Seidl  | 47 min 17 s 6  | 22 février |
| Luge                    | Relais par équipes  | Madeleine Egle David Gleirscher Peter Penz Georg Fischler | 2 min 24 s 988 | 15 février |
| Biathlon                | Individuel hommes   | Dominik Landertinger                                      | 48 min 18 s 0  | 15 février |
| Ski alpin               | Slalom femmes       | Katharina Gallhuber                                       | 1 min 38 s 95  | 16 février |
| Ski alpin               | Slalom hommes       | Michael Matt                                              | 1 min 39 s 66  | 22 février |

| Sport            | Médaille d'or, Jeux olympiques | Médaille d'argent, Jeux olympiques | Médaille de bronze, Jeux olympiques | Total |
| ---------------- | ------------------------------ | ---------------------------------- | ----------------------------------- | ----- |
| Ski alpin        | 3                              | 1                                  | 2                                   | 6     |
| Luge             | 1                              | 1                                  | 1                                   | 3     |
| Snowboard        | 1                              | 0                                  | 0                                   | 1     |
| Combiné nordique | 0                              | 0                                  | 2                                   | 2     |
| Biathlon         | 0                              | 0                                  | 1                                   | 1     |

| Jour     | Date       | Médaille d'or, Jeux olympiques | Médaille d'argent, Jeux olympiques | Médaille de bronze, Jeux olympiques | Total |
| -------- | ---------- | ------------------------------ | ---------------------------------- | ----------------------------------- | ----- |
| 1er jour | 8 février  | —                              | —                                  | —                                   | —     |
| 2e jour  | 9 février  | —                              | —                                  | —                                   | —     |
| 3e jour  | 10 février | 0                              | 0                                  | 0                                   | 0     |
| 4e jour  | 11 février | 1                              | 0                                  | 0                                   | 1     |
| 5e jour  | 12 février | 0                              | 0                                  | 0                                   | 0     |
| 6e jour  | 13 février | 1                              | 0                                  | 0                                   | 1     |
| 7e jour  | 14 février | 0                              | 1                                  | 1                                   | 2     |
| 8e jour  | 15 février | 0                              | 0                                  | 2                                   | 2     |
| 9e jour  | 16 février | 1                              | 0                                  | 1                                   | 2     |
| 10e jour | 17 février | 0                              | 1                                  | 0                                   | 1     |
| 11e jour | 18 février | 1                              | 0                                  | 0                                   | 1     |
| 12e jour | 19 février | 0                              | 0                                  | 0                                   | 0     |
| 13e jour | 20 février | 0                              | 0                                  | 0                                   | 0     |
| 14e jour | 21 février | 0                              | 0                                  | 0                                   | 0     |
| 15e jour | 22 février | 1                              | 0                                  | 2                                   | 3     |
| 16e jour | 23 février |                                |                                    |                                     |       |
| 17e jour | 24 février |                                |                                    |                                     |       |
| 18e jour | 25 février |                                |                                    |                                     |       |
| Total    | Total      | 5                              | 2                                  | 6                                   | 12    |